# Сноубординг на зимових Олімпійських іграх 2014
Змагання зі сноубордингу на зимових Олімпійських іграх 2014 у Сочі проходили з 6 по 22 лютого. Розіграно десять комплектів нагород.

## Розклад
Час UTC+4
| Дата      | Час   | Змагання                                                        |
| --------- | ----- | --------------------------------------------------------------- |
| 6 лютого  | 10:00 | Слоуп-стайл, чоловіки та жінки, кваліфікація                    |
| 8 лютого  | 09:30 | Слоуп-стайл, чоловіки, півфінали                                |
| 8 лютого  | 12:45 | Слоуп-стайл, чоловіки                                           |
| 9 лютого  | 10:30 | Слоуп-стайл, жінки, кваліфікація                                |
| 9 лютого  | 13:15 | Слоуп-стайл, жінки                                              |
| 11 лютого | 14:00 | Хафпайп, чоловіки                                               |
| 11 лютого | 19:00 | Хафпайп, чоловіки, кваліфікація                                 |
| 11 лютого | 21:30 | Хафпайп, чоловіки                                               |
| 12 лютого | 14:00 | Хафпайп, жінки                                                  |
| 12 лютого | 19:00 | Хафпайп, жінки, кваліфікація                                    |
| 12 лютого | 21:30 | Хафпайп, жінки                                                  |
| 16 лютого | 11:00 | Сноубордкрос, жінки, кваліфікація                               |
| 16 лютого | 13:15 | Сноубордкрос, жінки                                             |
| 17 лютого | 11:00 | Сноубордкрос, чоловіки, кваліфікація                            |
| 17 лютого | 13:30 | Сноубордкрос, чоловіки                                          |
| 19 лютого | 09:00 | Паралельний гігантський слалом, чоловіки та жінки, кваліфікація |
| 19 лютого | 13:00 | Паралельний гігантський слалом, чоловіки та жінки               |
| 22 лютого | 09:00 | Паралельний гігантський слалом, чоловіки та жінки, кваліфікація |
| 22 лютого | 13:15 | Паралельний гігантський слалом, чоловіки та жінки               |

## Чемпіони та медалісти

### Медальний підсумок
| Місце | Країна                | Золото | Срібло | Бронза | Загалом |
| ----- | --------------------- | ------ | ------ | ------ | ------- |
| 1     | США (USA)             | 3      | 0      | 2      | 5       |
| 2     | Росія (RUS)           | 2      | 1      | 1      | 4       |
| 3     | Швейцарія (SUI)       | 2      | 1      | 0      | 3       |
| 4     | Австрія (AUT)         | 1      | 0      | 1      | 2       |
| 4     | Франція (FRA)         | 1      | 0      | 1      | 2       |
| 6     | Чехія (CZE)           | 1      | 0      | 0      | 1       |
| 7     | Японія (JPN)          | 0      | 2      | 1      | 3       |
| 8     | Канада (CAN)          | 0      | 1      | 1      | 2       |
| 8     | Німеччина (GER)       | 0      | 1      | 1      | 2       |
| 8     | Словенія (SLO)        | 0      | 1      | 1      | 2       |
| 11    | Австралія (AUS)       | 0      | 1      | 0      | 1       |
| 11    | Фінляндія (FIN)       | 0      | 1      | 0      | 1       |
| 11    | Норвегія (NOR)        | 0      | 1      | 0      | 1       |
| 14    | Велика Британія (GBR) | 0      | 0      | 1      | 1       |
|       | Всього                | 10     | 10     | 10     | 30      |

### Чоловіки
| Дисципліна                     | Золото                             | Золото                       | Срібло                            | Срібло                            | Бронза                        | Бронза                        |
| ------------------------------ | ---------------------------------- | ---------------------------- | --------------------------------- | --------------------------------- | ----------------------------- | ----------------------------- |
| Паралельний слалом             | Вік Вайлд · Росія (RUS)            | Вік Вайлд · Росія (RUS)      | Жан Кошир · Словенія (SLO)        | Жан Кошир · Словенія (SLO)        | Беньямін Карл · Австрія (AUT) | Беньямін Карл · Австрія (AUT) |
| Гігантський паралельний слалом | Вік Вайлд · Росія (RUS)            | Вік Вайлд · Росія (RUS)      | Невін Галмаріні · Швейцарія (SUI) | Невін Галмаріні · Швейцарія (SUI) | Жан Кошир · Словенія (SLO)    | Жан Кошир · Словенія (SLO)    |
| Хафпайп                        | Юрій Подладчиков · Швейцарія (SUI) | 94.75                        | Хірано Аюму · Японія (JPN)        | 93.50                             | Хіраока Таку · Японія (JPN)   | 92.25                         |
| Слоупстайл                     | Сейдж Коценбург · США (USA)        | 93.50                        | Столе Сандбек · Норвегія (NOR)    | 91.75                             | Марк Макморріс · Канада (CAN) | 88.75                         |
| Сноубордкрос                   | П'єр Вольтьє · Франція (FRA)       | П'єр Вольтьє · Франція (FRA) | Микола Олюнін · Росія (RUS)       | Микола Олюнін · Росія (RUS)       | Алекс Дейболд · США (USA)     | Алекс Дейболд · США (USA)     |

### Жінки
| Event                          | Золото                            | Золото                            | Срібло                          | Срібло                          | Бронза                               | Бронза                         |
| ------------------------------ | --------------------------------- | --------------------------------- | ------------------------------- | ------------------------------- | ------------------------------------ | ------------------------------ |
| Паралельний слалом             | Юлія Дуймовіц · Австрія (AUT)     | Юлія Дуймовіц · Австрія (AUT)     | Анке Карстенс · Німеччина (GER) | Анке Карстенс · Німеччина (GER) | Амелі Кобер · Німеччина (GER)        | Амелі Кобер · Німеччина (GER)  |
| Гігантський паралельний слалом | Патріція Куммер · Швейцарія (SUI) | Патріція Куммер · Швейцарія (SUI) | Такеуті Томока · Японія (JPN)   | Такеуті Томока · Японія (JPN)   | Альона Заварзіна · Росія (RUS)       | Альона Заварзіна · Росія (RUS) |
| Хафпайп                        | Кейтлін Фаррінгтон · США (USA)    | 91.75                             | Тора Брайт · Австралія (AUS)    | 91.50                           | Келлі Кларк · США (USA)              | 90.75                          |
| Слоупстайл                     | Джеймі Луїз Андерсон · США (USA)  | 95.25                             | Енні Рукаярві · Фінляндія (FIN) | 92.50                           | Дженні Джонс · Велика Британія (GBR) | 87.25                          |
| Сноубордкрос                   | Ева Самкова · Чехія (CZE)         | Ева Самкова · Чехія (CZE)         | Домінік Мальте · Канада (CAN)   | Домінік Мальте · Канада (CAN)   | Клое Треспеш · Франція (FRA)         | Клое Треспеш · Франція (FRA)   |